# Tony Fruscella
Tony Fruscella (Orangeburg, 4 de febrero de 1927 - Nueva York, 14 de agosto de 1969) fue un trompetista estadounidense de jazz. Estilísticamente encuadrado en el cool, es uno de los principales seguidores de Chet Baker, a quien también emuló en una vida llena de adicción a las drogas que provocarían su muerte de una forma prematura.
Formado musicalmente en la orquesta del ejército, su toque cool, sofisticado, estilizado e intimista, influido por Miles Davis, Joe Thomas y Bix Beiderbecke, le convirtió en un acompañante frecuente, a comienzos de los años 50, de artistas como Charlie Barnet, Lester Young, Gerry Mulligan y Stan Getz.
Su única sesión como líder, en 1955, se titula I'll Be Seeing You (o Tony Fruscella). 
Las drogas y el alcohol limitaron mucho su actividad musical a partir de ese año y solo a finales de los cincuenta pueden ser destacadas sus grabaciones con el trompetista Don Joseph. En los sesenta estuvo lejos de cualquier actividad jazzística y murió de una cirrosis en 1969. 
El sello Jazz Factory editó en 1999 The Complete Works, un cuádruple álbum con todas sus grabaciones. 
- Datos: Q486908